# 舒維塔·蒂瓦里
舒維塔·蒂瓦里（英語：Shweta Tiwari，1980年10月4日—）是印度的女演員，曾出演多部印地語電影與電視劇。

## 演藝生涯

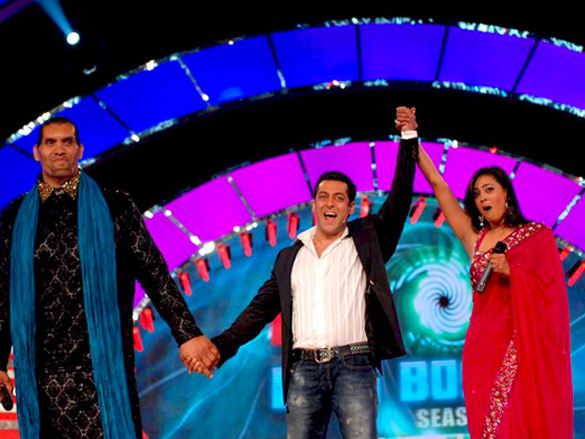
蒂瓦里於實境秀〈名人老闆〉第四季獲勝的畫面

蒂瓦里於2001年至2008年在埃克塔·卡普製作的肥皂劇〈人生審判〉中飾演女主角Prerna Sharma Bajaj而嶄露頭角，後來又參演〈教養〉（2011－2013）、〈貝古薩賴〉（2015－2016）與〈我父親的新娘〉（2019－2020）等肥皂劇，皆出演主要角色。
此外蒂瓦里也參加多部實境秀，為〈名人老闆〉第四季（2010－2011）與〈喜劇馬戲團〉的獲勝者，並曾參加〈舞伴〉第二季（2006）與〈讓我看你一眼〉第六季（2015），2021年參加實境秀〈恐懼因素：危險玩家〉第十一季並已成功晉級決賽。

## 個人生活

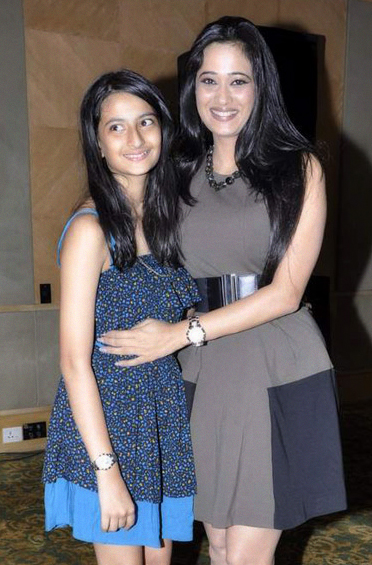
蒂瓦里與其女帕拉克，攝於2012年

蒂瓦里於1998年與男演員拉傑·喬杜里結婚，2000年生下女兒帕拉克·喬杜里（Palak Chaudhary），兩人於2007年離婚，蒂瓦里指喬杜里酗酒家暴，自己幾乎每天遭其毆打。2013年蒂瓦里與男演員阿比纳夫·哥利（Abhinav Kohli）結婚，2016年生下一子雷揚什·哥利（Reyansh Kohli），2019年8月蒂瓦里報案指哥利對其家暴，兩人分居。

## 外部連結
- 舒維塔·蒂瓦里在互联网电影资料库（IMDb）上的資料（英文）
- 舒維塔·蒂瓦里的Instagram帳戶